# Памятник деревне Коровино
Памятник на месте бывшей деревни Коровино — обелиск, установленный на 14 км Гостилицкого шоссе на месте деревни, уничтоженной во время Второй мировой войны.
Текст на обелиске гласит:

«Здесь была деревня Коровино. В период войны (1941—1944) уничтожена фашистскими захватчиками»
Деревня Коровино на протяжении двух с половиной лет (с сентября 1941 по январь 1944) находилась на границе Ораниенбаумского плацдарма непосредственно на линии фронта и защищалась войсками 48-й стрелковой дивизии.